# الزغيبية
الزغيبية منطقة زراعية واسعة تقع إلى الشرق من محافظة عنيزة في منطقة القصيم في المملكة العربية السعودية وتعتبر من المناطق الزراعية المهمة في منطقة القصيم ، وتشتهر الزغيبية بأنها من أوائل المناطق التي حفر فيها آبار ارتوازية في منطقة القصيم ، وأما تاريخيا فقد أنشأتها أسرة الزغيبي (الزغابا) المعروفين وسميت بإسمهم ونسبة اليهم بالزغيبية وكان ذلك في أوائل القرن الثاني عشر ، حيث كان الذي أنشأها لأول مرة الشيخ منصور بن حمد بن محمد بن خليفة الزغيبي ، وبقيت الزغيبية بحوزتهم حتى قيام الدولة السعودية الثالثة حيث حكمها بأمر الملك عبد العزيز الشيخ محمد البراهيم الزغيبي ، والزغيبية منطقة زراعية واسعة وتعتبر من المناطق الزراعية المهمة في منطقة القصيم حيث تكونت تربتها الطينية بفعل إرساب مجرى وادي الرمة حيث ترسبت بها تربة طينية داكنة خصبة ... ومن أشهر منتوجاتها التمور.